# Playa blanca
Playa blanca är ett studioalbum från 1976 av Sven-Ingvars. Albumet återutgavs 1993 på CD.

## Låtlista
1. Playa blanca - Alric Simone, Stan Regal, Åke Strömmer
2. Farväl till sommaren - Lasse Berghagen
3. Number One - Billy Swan, Marlu Swan
4. Alpens ros - trad
5. Leende guldbruna ögon (Beautiful Brown EyesLeende guldbruna ögon) - Alton Delmore, Athur Simon, Olle Bergman
6. Sen jag mötte dig (Smoke Gets in Your Eyes) - Jerome Kern, Lars-E. Karlsson
7. Stina kom till mit party - Mats Wickén
8. Försök förlåta mej - Rune Wallebom
9. När solen färgar juninatten - Sven-Erik Magnusson, Torleif Styffe
10. Rock and Roll Music - Chuck Berry
11. Per spelman - trad. norsk folkvisa
12. En hård värld (Wild World) - Cat Stevens, Hawkey Franzén
13. Aj, aj, Maria (Maria de bahia) - Paul Misraki, Roland

## Bonusspår 1993
1. Dansen går fru Andersson - Sven-Erik Magnusson, Per Levin
2. En sådan sommar får vi aldrig mer igen - Torleif Styffe, Leif Nygren
3. Du är just den jag vill ha (I Can't Keep My Hands Off You) - Freddie Hart, Sven Olof Bagge
4. Jag har e litta jänte - trad.
5. Tur i kärlek (Good Luck Charm) - Aaron Schroeder, Wally Gold, Olle Bergman
6. Räkna aldrig någon tår - Robert Malmberg, Sven Olof Bagge

## Listplaceringar
| Lista (1976-1977) | Topplacering |
| ----------------- | ------------ |
| Sverige           | 18           |

### Fotnoter
1. ↑  ”Playa blanca”. Svensk mediedatabas. 26 februari 1976. http://smdb.kb.se/catalog/id/001885522. Läst 23 augusti 2014.
2. ↑  ”Playa blanca”. Svensk mediedatabas. 26 februari 1993. http://smdb.kb.se/catalog/id/001503564. Läst 23 augusti 2014.
3. ↑  ”Playa Blanca”. Swedishcharts. 26 februari 1976. http://swedishcharts.com/showitem.asp?interpret=Sven+Ingvars&titel=Playa+Blanca&cat=a. Läst 24 augusti 2014.